# Федорівка (Ровеньківський район)
Федорівка — селище в Україні, у Хрустальненській міській громаді Ровеньківського району Луганської області.

## Історія
Леніне, до 1917 — лютеранське село в Катеринославській губернії, Слов'яносербський повіт, Іванівська волость; у радянський період — Ворошиловградська/Донецька область, Іванівський/Краснолуцький район. Лютеранський прихід Ростов-Луганськ. Землі 1200 десятин. Сільрада (1926). Мешканці: 20 (1905), 244/244 німці (1926).
7 (20) листопада 1917 року, відповідно до Третього Універсалу Української Центральної Ради, увійшло до складу Української Народної Республіки.  

### Російсько-українська війна
На початку російсько-української війни, в серпні 2014 року, неподалік Федорівки відбувались бойові зіткнення зведеної групи підрозділів 11 ОМпБ та 17 ОМпБ з підрозділами регулярної російської армії.